# Гнилая (приток Печорской Пижмы)
Гнилая — река в России, протекающая по Республике Коми и Архангельской области. Устье реки находится в 30 км по правому берегу реки Печорская Пижма. Длина реки составляет 46 км.

## Данные водного реестра
По данным государственного водного реестра России относится к Двинско-Печорскому бассейновому округу, водохозяйственный участок реки — Печора от водомерного поста Усть-Цильма и до устья, речной подбассейн реки — бассейны притоков Печоры ниже впадения Усы. Речной бассейн реки — Печора.
Код объекта в государственном водном реестре — 03050300212103000078458.